# 如月寛多
如月 寛多（、1905年〈明治38年〉12月21日 - 1985年〈昭和60年〉3月14日）は、日本の俳優。別名・如月 寛太。東京市出身。

## 来歴・人物
俳優になる前は「榎本健一の実家の煎餅卸し屋で使用人」をしていた。
商業学校卒業後、1928年に東亜キネマに俳優として入社するが、1930年には退社して、榎本健一の新カジノ・フォーリーに参加。プペ・ダンサント、ピエル・ブリヤント、エノケン一座と、榎本と行動を共にする。1934年、ピエル・ブリヤントがP.C.L.映画製作所（現在の東宝スタジオ）と契約し、エノケン映画の製作が始まると、その第1回作品『エノケンの青春酔虎伝』に出演、以後映画・テレビドラマを中心に脇役俳優として活躍した。『エノケンの頑張り戦術』ではエノケンのライバル役で準主演し、以後のエノケン映画では中村是好と並んでたびたび主要俳優の一人をつとめている。1963年の時点ではカタバミ事務所に所属していた。
加東大介の実体験に基づく『南の島に雪が降る』において、エノケン映画の人気俳優の名を騙る青戸（渥美清）という人物が登場するが、その「人気俳優」として名前を使われたのが如月寛多である。

## 出演作品
※キネマ旬報映画データベース参照。

### 映画
1934年
- 『エノケンの青春酔虎伝』 : P.C.L.映画製作所、山本嘉次郎監督
- 『エノケンの魔術師』 : P.C.L.映画製作所、山本嘉次郎監督 - ギャングの子分

1935年
- 『エノケンの近藤勇』 : P.C.L.映画製作所、山本嘉次郎監督 - 田代又八

1936年
- 『エノケンのどんぐり頓兵衛』 : P.C.L.映画製作所、山本嘉次郎監督 - 鬼熊八十郎
- 『エノケンの江戸っ子三太』 : P.C.L.映画製作所、岡田敬監督 - 団子坂の仙兵衛

1937年
- 『エノケンのちゃっきり金太』 : P.C.L.映画製作所、山本嘉次郎監督
- 『エノケンの猿飛佐助 ありゃありゃの巻』 : 東宝、岡田敬監督

1938年
- 『エノケンの猿飛佐助 どろんどろんの巻』 : 東宝、岡田敬監督
- 『エノケンの風来坊』 : 東宝、大谷俊太監督 - 千太
- 『エノケンの法界坊』 : 東宝、斎藤寅次郎監督 - 長九郎
- 『エノケンの大陸突進 前篇 悲観また悲観の巻』 : 東宝、渡辺邦男監督
- 『エノケンの大陸突進 後篇 躍進また躍進の巻』 : 東宝、渡辺邦男監督

1939年
- 『エノケンのがっちり時代』 : 東宝、山本嘉次郎監督 - 守衛
- 『エノケンの鞍馬天狗』 : 東宝、近藤勝彦監督 - 芹沢鴨
- 『エノケンの頑張り戦術』 : 東宝、中川信夫監督 - 三田
- 『エノケンの弥次喜多』 : 東宝、中川信夫監督 - 泥鼠の十吉

1940年
- 『エノケンの誉れの土俵入』 : 東宝、中川信夫監督 - 雨の音
- 『エノケンのワンワン大将』 : 東宝、中川信夫監督 - 旦那
- 『エノケンの孫悟空』 : 東宝、山本嘉次郎監督 - 銀角大王

1941年
- 『エノケンの金太売り出す』 : 東宝、青柳信雄監督
- 『エノケンの爆弾児』 : 東宝、岡田敬監督

1942年
- 『エノケンの水滸伝』 : 東宝、岡田敬監督 - 高衛内

1943年
- 『兵六夢物語』 : 東宝、青柳信雄監督 - 曲淵杢治郎

1946年
- 『人生とんぼ返り』 : 東宝、今井正監督 - 欣次郎

1947年
- 『九十九人目の花嫁』 : 新東宝、佐藤武監督

1948年
- 『エノケンのびっくりしゃっくり時代』 : 大映東京撮影所、島耕二監督

1950年
- 『東京十夜』 : 秀映社、沼波功雄監督

1951年
- 『極楽六花撰』 : 東宝、渡辺邦男監督 - 北村大膳

1952年
- 『昔話ホルモン物語』 : 宝塚映画製作所、内村祿哉監督

1953年
- 『金さん捕物帖 謎の人形師』 : 東宝、中川信夫監督

1954年
- 『落語長屋のお化け騒動』 : 東宝、青柳信雄監督 - 番頭
- 『宮本武蔵』 : 東宝、稲垣浩監督 - 役人頭

1956年
- 『新諸国物語 オテナの塔 後篇』 : 宝塚映画=東宝、安田公義監督 - 百姓茂十
- 『極楽第一座 アチャラカ誕生』 : 連合映画=東宝、小田基義監督 - 片岡寛太
- 『極楽第一座 アチャラカ大当り』 : 連合映画=東宝、小田基義監督 - 片岡寛太
- 『鬼火』 : 東宝、千葉泰樹監督 - 寿司屋の親爺
- 『空の大怪獣 ラドン』 : 東宝、本多猪四郎監督 - 炭鉱夫 捨やん[3][4]

1957年
- 『この二人に幸あれ』 : 東宝、本多猪四郎監督 - 小杉課長
- 『目白三平物語 うちの女房』 : 東宝、鈴木英夫監督 - 八百勘の主人
- 『サラリーマン出世太閤記』 : 東宝、筧正典監督 - 大村
- 『続大番 風雲編』 : 東宝、千葉泰樹監督 - 株屋大桝
- 『おトラさん』 : 東京映画、小田基義監督 - ひつじ

1958年
- 『おトラさんのホームラン』 : 東京映画、小田基義監督 - ひつじ

1959年
- 『鉄腕投手 稲尾物語』 : 東宝、本多猪四郎監督 - 国造

1963年
- 『クレージー作戦 先手必勝』 : 東宝、久松静児監督 - 魚徳
- 『東京オリンピック音頭 恋愛特ダネ合戦』 : 松竹大船撮影所、近江俊郎監督 - ウガンダ殿下

1964年
- 『大日本コソ泥伝』 : 日活、春原政久監督 - 豊臣徳兵衛

1966年
- 『五泊六日』 : 池部プロ=東映、渡辺祐介監督 - 伊東重雄

### テレビドラマ
- 『交番日記』(日本テレビ) [注釈 1]
- 『交番朗らか日記』 (1953年、日本テレビ)
- 『エノケンの水戸黄門漫遊記』 (1954年、日本テレビ)
- 『ショーボート物語』 (KR)
- 『長屋の幽霊』 (1955年、KR)
- 『エノケンの文七元結』 (1955年、日本テレビ)
- 『新馬鹿の記』 (NHK)
- 『のり平の喜劇教室』 (1956年、日本テレビ)
- 『子供と拳銃』 (1956年、NHK)
- 『おトラさん』 (1956年 - 1959年、KR)
- 『お染久松』(1956年、KR)
- 『太陽先生』 (日本テレビ)
- 『人類集まれ』 (日本テレビ)
- 『足を洗った男』 (日本テレビ)
- 『右門捕物帖』 (1957年 - 1958年、KR)
- 『エノケンの孫悟空』 (1957年、KR)
- 『ありちゃんのおかっぱ侍』 (1957年 - 1959年、KR)
  - 30、31、43話出演
- 『港の少女』 (1957年、日本テレビ)
- 『磯川兵助功名噺』 (1957年 - 1958年、日本テレビ)
- 『大助捕物帖』 (1958年、日本テレビ)
- 『青空の仲間』 (1958年、日本テレビ)
- 『エノケンのどんぐり頓兵衛』 (1958年、NHK)
- 鶴田浩二アワー『街の入墨者』 (1958年、日本テレビ)
- 『我が家は楽し』 (1959年、NET)
- 『菊薫る頃』 (1959年、KR)
- 『大江戸の鷹』 (1960年、KR)
- 『天誅組御用』 (1960年、NHK)
- 『おかあさん』 (1960年、KR)
  - 第14回「同郷」
  - 第24回「水の上二代」
  - 第29回「遊園地」
- 『とんとん横丁』 (CBC)
- 『青空はいつも…東京の若ものたち』 (1961年、TBS)
- 『舞妓東京を行く』 (1961年、日本テレビ)
- 『頬をうつ青春』 (1962年、日本テレビ)
- 東芝日曜劇場『煙の王様』 (1962年、TBS)
- 『大久保彦左衛門』 (1963年、NHK)
- 『板割の浅太郎』 (1963年、NHK)
- 『歌垣の夜なら』 (1963年、NHK教育テレビジョン)
- 『住めば団地』 (1963年、NHK)
- 『判決』 (1964年 - 1966年、NET)
  - 第65回「死刑囚」
  - 第134回「下請業者」
  - 第169回「ダムの正月」
- 『敵艦見ゆ 日露戦争』(1965年、NHK)
- 『特別機動捜査隊』 (1961年 - 1977年、NET)
  - 第231回「彼岸花」
  - 第440回「真実に生きる」
  - 第511回「黒い血」
  - 第572回「二十七年目の女」
  - 第587回「雑草のような女」
  - 第675回「疑惑の夜」
- 『新婚さん』 (1967年、TBS)
  - 第21回「この手が悪いの」
- 『快獣ブースカ』(1966年 - 1967年、日本テレビ)
  - 第31回「飛んで来た遊園地」 - 内海
- 『三人の母』 (1968年 - 1969年、TBS)
- 『鬼平犯科帳』 (1969年、NET)
  - 第17話「熊五郎の顔」（1970年1月27日）和泉屋治右衛門 役
- 『火曜日の女シリーズ』「恋の罠」（1970年、NTV / 東宝)
- 『おくさまは18歳』 (1970年 - 1971年、TBS)
  - 第9回「こっち来ちゃイヤン」
- 『シルバー仮面』 (1971年 - 1972年、TBS)
  - 第8回「冷血星人の呼び声」 - 大工
- 『快傑ライオン丸』 (1972年 - 1973年、CX)
  - 第14回「さすらいの怪人ネズガンダ」 - 店のおやじ
- 『必殺仕掛人』 第22回 「大荷物小荷物仕掛の手伝い」 (1973年、ABC / 松竹) - 日朝
- 『必殺必中仕事屋稼業』 第11話「表を裏で勝負」（1975年） - 道元和尚
- 『パパと呼ばないで』 (1972年 - 1973年、日本テレビ)
- 『走れ!ケー100』 (1973年 - 1974年、TBS)
  - 第1回
- 『助け人走る』 第29話「地獄大搾取」（1974年、ABC / 松竹） - 老人
- 『八州犯科帳』 第6話「夜空に燃える炎の女」（1974年、CX / C.A.L）
- 『高校教師』(1974年、東京12チャンネル)
- 『大江戸捜査網』 第160話「反逆の女猫」（1974年、東京12チャンネル） - 三途の弥助 
  - 第21回「あの娘は教室で死んだ」
- 『傷だらけの天使』 (1974年 - 1975年、日本テレビ)
  - 第7回「自動車泥棒にラブソングを」
- 『水戸黄門』 第6部 第24話「うなぎ屋の助太刀 ‐浜松‐」（1975年、TBS / C.A.L） - 七兵衛

### アニメ
- 『探偵スカット』スカット 役